# Micrococca johorica
Micrococca johorica är en törelväxtart som beskrevs av Airy Shaw. Micrococca johorica ingår i släktet Micrococca och familjen törelväxter. Inga underarter finns listade i Catalogue of Life.